# Jermaine Johnson II
Jermaine Curtis Johnson (Eden Prairie, 7 gennaio 1999) è un giocatore di football americano statunitense che milita nel ruolo di defensive end per i New York Jets della National Football League (NFL).

## Carriera universitaria
Johnson iniziò la sua carriera all'Independence Community College. Mentre era a Independence partecipò alla terza stagione della serie documentario di Netflix Last Chance U. Nella prima stagione mise a segno 58 tackle, 8 sack e 3 fumble forzati. In seguito si impegnò a trasferirsi a Georgia, preferendola a Oregon, Oklahoma, Texas e UCLA.
Johnson disputò tutte le 14 partite di Georgia ed ebbe 20 tackle e 2,5 sack nella prima stagione. L'anno seguente ebbe 16 tackle e 4 sack. Verso la fine della stagione si iscrisse a Florida State per la sua ultima stagione di eleggibilità nella NCAA. Johnson ebbe 7 placcaggi e 1,5 sack nella prima partita con i Seminoles, una sconfitta per 41-38 contro Notre Dame, venendo premiato come defensive lineman della settimana della Atlantic Coast Conference. A fine stagione fu premiato come difensore dell'anno della conference dopo avere fatto registrare 70 tackle e 12 sack.

## Carriera professionistica
Johnson era considerato da diverse pubblicazioni come una delle prime scelte nel Draft NFL 2022. Il 28 aprile fu scelto come 26º assoluto dai New York Jets. Debuttò come professionista subentrando nel primo turno contro i Baltimore Ravens mettendo a segno 2 placcaggi e un sack condiviso. La sua stagione da rookie si concluse con 18 tackle e 2,5 sack in 14 presenze, nessuna delle quali come titolare.
Nel 2023 Johnson fu convocato per il suo primo Pro Bowl al posto di Khalil Mack che scelse di non parteciparvi.

## Palmarès
- Convocazioni al Pro Bowl: 1

2023